# Lijst van afleveringen van Checkpoint (seizoen 13)
Dit is een lijst van afleveringen van Checkpoint van seizoen 13. In de schema's staan de gestelde vraagstukken aangegeven, de getrokken conclusie en notities van de test.

## Inleiding
Reeds een week na afloop van seizoen 12 werd alweer de aftrap gegeven voor seizoen 13. Deze aftrap was in de vorm van een speciale aflevering over vuurwerk, op 27 december 2016. De eerste reguliere aflevering van dit seizoen werd uitgezonden op 14 januari 2017.
Net als in seizoenen 11 en 12 zijn er ook in seizoen 13 veranderingen in het testteam. Er komen drie nieuwe testteamleden bij. Het meidengezelschap werd aangevuld door Julia. De jongens werden aangevuld met Gianni en Jaro. Met Saritha en Chaheed eruit zitten er nu twaalf testteamleden in het team.
Ten slotte heeft seizoen 13 ook weer een aantal nieuwe rubrieken. Zo wordt in de rubriek Nuttig Vuurwerk getoond wat men allemaal met vuurpijlen kan doen. Verder is er de rubriek Kan het andersom?, waar geprobeerd wordt of bepaalde alledaagse activiteiten ook andersom kunnen. Verder keert de rubriek Wat als je het toch doet? na twee seizoen afwezigheid weer terug.

## Samenstelling testteam
- Carlijn Droppert
- Jaro Frijn
- Stefan Hilterman
- Remy Hogenboom
- Gianni Koorndijk
- Dzifa Kusenuh
- Pien Maat
- Sem Peelen
- Shaniqua Devine
- Tim Schouten
- Julia Toorop
- Dave Wai

## Afleveringen

### Vuurwerk Special
Uitzenddatum: 27 december 2016

#### Sok uittrekken met een vuurpijl
| Vraag                                                      | Conclusie | Notities |
| ---------------------------------------------------------- | --------- | --- |
| Is het mogelijk om je sok uit te trekken met een vuurpijl? | Ja        | Testteamlid Gianni kreeg een vuurpijl aan zijn sok en deze werd afgestoken om te kijken of de sok op deze manier uitgetrokken kon worden. Het werkte inderdaad. Wel werd opgemerkt dat het niet veilig was. |

#### Vuurwerk 2.0
In dit item werden oplossingen uitgeprobeerd voor de nadelen van vuurwerk afsteken.
| Nadeel                                   | Notities |
| ---------------------------------------- | --- |
| Oncontroleerbaarheid                     | Om van de oncontroleerbaarheid van vuurwerk af te komen, werd er een stuk vuurwerk in een vlieger gemaakt. Testteamlid Gianni nam plaats achter op een quad die werd bestuurd door Remy. In de rijwind van deze quad werd de vlieger met brandende vuurpijl omhoog gelaten. Op die manier kon Gianny met het besturen van de vlieger ook het vuurwerk besturen.                                                                                                   |
| Niet goed te zien als het niet donker is | Als tweede werd er een oplossing uitgeprobeerd om de explosies van het vuurwerk ook overdag goed zichtbaar te maken. Hiervoor werden er zakjes met gekleurd poeder aan een serie vuurpijlen vastgemaakt. De vuurpijlen werden aangestoken en de explosie zou zichtbaar zijn dankzij het poeder dat daarbij werd verstrooid. Het gewicht van de zakjes zorgde er echter voor dat de vuurpijlen niet recht omhoog gingen en helemaal de verkeerde kant op stortten. |
| Benodigde afstand                        | Tot slot werd er een oplossing geprobeerd voor het nadeel van de afstand die nodig is om veilig naar vuurwerk te kunnen kijken. Hiervoor namen presentatrice Rachel en testteamleden Gianni en Remy plaats onder een veiligheidscabine. Vervolgens lieten ze een gigantische hoeveelheid vuurpijlen op zich afvuren. Ze konden het goed zien en bleven ongedeerd.                                                                                                 |

#### Jongens vs Meiden → Raket lanceren
Bij deze jongens/meidentest werd gekeken wie er beter waren met raketten, de jongens of de meiden.
| Uitdaging                                          | Winnaar | Notities |
| -------------------------------------------------- | ------- | --- |
| Een raket langs een lijn sturen                    | Meiden  | Tussen twee zeecontainers was een lijn gespannen waar een modelraket aan hing. Deze raket was voorzien dan drie aandrijfmotoren. De bedoeling was om de raket zo snel mogelijk van de ene naar de andere kant te sturen door de motoren strategisch te ontsteken (tegelijk of los van elkaar). De jongens deden er 7 seconden over, de meiden finishten al na 3 seconden. |
| Een raket bouwen en deze zo hoog mogelijk lanceren | Jongens | Als tweede moesten de testteamleden een raket bouwen. De boven- en onderkant zou bij beide raketten gelijk zijn, het middengedeelte moesten de testteamleden zelf bouwen. Hierbij moest er vooral rekening gehouden worden met het juiste gewicht. De raket van de jongens raakte uit koers waardoor deze niet al te hoog kwam. Maar de raket van de meiden kwam überhaupt niet los van de grond, waardoor de jongens toch wonnen.                                                                                                 |
| Tenten opblazen                                    | Jongens | Bij de finale waren er drie tenten opgesteld. De testteamleden moesten met behulp van een bazooka raketten afvuren op deze tenten. Het ging erom om de drie tenten met zo min mogelijk raketten op te blazen. Beiden hadden 14 raketten tot hun beschikking. De jongens hadden uiteindelijk 10 raketten nodig om alle drie de tenten op te blazen. De meiden hadden na 14 raketten slechts twee voltreffers. Hiermee eindigde de stand op 2-1 in het voordeel van de jongens, die daarmee de eindoverwinning in de wacht sleepten. |
| Uiteindelijke winnaar.                             | Jongens | Eindstand: 2-1. Getrokken conclusie: de jongens zijn veel beter met raketten. |

#### Vliegen met een vuurpijl
| Vraag                                        | Conclusie | Notities |
| -------------------------------------------- | --------- | --- |
| Is het mogelijk om te vliegen met vuurpijlen | Ja        | In een raketconstructie zaten 300 vuurpijlen verwerkt en hier werd een testpop in gezet. De raket werd afgestoken. De raket vloog daadwerkelijk een stuk. |

### Aflevering 1
Uitzenddatum: 14 januari 2017

#### Champagne dopen met een boot
| Activiteit  | Notities |
| ----------- | --- |
| Schip dopen | In de eerste editie van de rubriek Kan het andersom? werd gekeken of de handeling van een schip dopen met een fles champagne ook andersom kon. Daarvoor werd er een boot tegen een fles champagne aan geslingerd. De boot liep echter flinke schade op. |

#### Surfen zonder golven
In dit item wordt uitgetest wat de beste manier is om te surfen zonder golven.
| Methode           | Notities |
| ----------------- | --- |
| Zeil              | Voor de eerste deeltest werd er een zeil gebruikt om hoge krullende surfgolven mee te imiteren en werd er een skateboard gebruikt om mee te 'surfen'. Het werkte behoorlijk goed.                                    |
| Ballen op roltrap | De tweede deeltest werd opgenomen bij een roltrap. Hier werd een enorme lading ballen overheen gekieperd waarop 'gesurft' kon worden. Testteamlid Remy gleed op deze manier succesvol naar beneden op een surfboard. |
| Buitenboordmotor  | Ten slotte probeerde testteamlid Gianni te 'surfen' op een gemotoriseerde surfplank. Dit bleek de beste methode te zijn.                                                                                             |

#### Jongens vs Meiden → Scooterrijden
Bij deze jongens/meidentest werd gekeken wie het beste konden scooterrijden, jongens of meiden.
| Uitdaging                                      | Winnaar | Notities |
| ---------------------------------------------- | ------- | --- |
| Met een scooter door een huis heen rijden      | Jongens | Voor de eerste opdracht zat presentatrice Rachel in een woonkamersetting televisie te kijken. De testteamleden moesten met de scooter door dit 'huis' heen rijden om haar een glas cola en een bord chips te brengen. Uiteindelijk moest deze vaat in de vaatwasser komen. Hierbij was het de bedoeling om zo min mogelijk met de voeten de grond te raken. De jongens raakten 27 keer met hun voeten de grond, de meiden 102 keer. |
| Zo veel mogelijk bagage op de scooter meenemen | Jongens | De testteamleden kregen vijf minuten de tijd om zo veel mogelijk bagage op hun scooter te laden en hier vervolgens mee naar de finish te rijden. Er konden punten verdiend worden a.d.h.v. de hoeveelheid bagage die ze mee hadden. Uiteindelijk sleepten de meiden 19 punten aan bagage binnen, de jongens kwamen met 32 punten over de streep.                                                                                    |
| Hole in the wall                               | Jongens | Bij de finale reden de testteamleden drie keer op een muur af waar een bepaalde opening in was aangebracht. De testteamleden reden met hun scooter op deze muren af en moesten zo'n houding aannemen dat ze precies door deze opening heen konden. De muur mocht niet beschadigen(dit is vergelijkbaar met het tv-programma Hole in the wall). De jongens één keer goed, de meiden slaagden niet.                                   |
| Uiteindelijke winnaar.                         | Jongens | Eindstand: 3-0. Getrokken conclusie: de jongens kunnen het beste scooterrijden. |

#### Nuttig vuurwerk → Losse tand
| Onderwerp                           | Notities |
| ----------------------------------- | --- |
| Losse tand trekken met een vuurpijl | In deze editie werd een poging gedaan om een losse tand uit een mond te trekken met behulp van een vuurpijl. Dit werd eerst gedaan bij een skelet en dit ging goed. Als afsluiter werd de test succesvol herhaald bij een kind met een wiebeltand. |

### Aflevering 2
Uitzenddatum: 21 januari 2017

#### Kan het andersom? → Caravan voor de auto
| Activiteit              | Notities |
| ----------------------- | --- |
| Auto met caravan rijden | In deze editie van Kan het andersom werd er gekeken of het nou wel zo handig was om een auto achter de caravan te hebben in plaats van ervoor. Om dat te testen, werd er een caravan gezet aan een auto die een trekhaak aan de voorkant had. Sem probeerde deze caravan met de auto over een vooraf geprepareerd campingparcours te manoeuvreren. Er stond nagenoeg niks meer overeind. Geconcludeerd werd dat het beter was de caravan achter de auto te hebben. |

#### Koude tenen
In dit item wordt uitgetest wat de beste manier is om van koude tenen af te komen. Voor alle drie de deeltests ging testteamlid Jaro met zijn voeten in een bak met ijswater om ze af te laten koelen. Daarna werd een methode geprobeerd om de voeten weer op temperatuur te krijgen.
| Methode                                   | Notities |
| ----------------------------------------- | --- |
| Plassen                                   | Als eerste plaste collega-testteamlid over de afgekoelde voeten van Jaro. De temperatuur steeg van 10 naar 19,5 graden. |
| Constructie van schuurmachines met badmat | Voor de tweede deeltest werd gebruik gemaakt van het idee van wrijvingswarmte. Met een aantal schuurmachines werd een constructie gebouwd waar Jaro zijn opnieuw afgekoelde voeten in gezet konden worden om ze te verwarmen. Om te voorkomen dat de voeten kapotgeschuurd zouden worden, werd het schuurpapier overplakt met stukken badmat. De temperatuur van Jaro's voeten steeg naar bijna 17 graden. |
| Frituurpan                                | De laatste methode die getest werd, was met een frituurpan. Eerst werd het warmte-element afgeschermd met een houten plank. Vervolgens werd de pan met olie gevuld en ingeschakeld. Jaro zette zijn koude voeten erin totdat de olie te heet werd om erin te blijven. De temperatuur was gestegen naar 37,5 graad. De frituurpan werd tot beste methode gekozen.                                           |

#### Jongens vs Meiden → Autostunts
Bij deze jongens/meidentest werd gekeken wie er beter waren in stunts met een auto, jongens of meiden.
| Uitdaging                      | Winnaar | Notities |
| ------------------------------ | ------- | --- |
| Radiografisch bestuurbare auto | Jongens | Voor de eerste opdracht moesten de testteamleden een op afstand bestuurbare personenauto over een parcours heen rijden. Hierbij zat één testteamlid op de achterbank en waren er hindernissen opgesteld die 20 seconden straftijd zouden opleveren als ze geraakt werden. De jongens hadden 1'20" minuut speeltijd op 1 minuut straftijd en wonnen daarmee ruimschoots van de meiden. Zij eindigden met 3 minuten speeltijd en 1'20" minuten straftijd. |
| Springschans bouwen            | Jongens | Als tweede moest er een springschans gebouwd worden waarmee een auto over een scooter kon springen. De testteamleden hadden vijf minuten de tijd om de schans op te bouwen. Daarna zou de auto met een bestelbus richting de springschans getrokken worden. Bij de jongens maakte de auto een perfecte sprong over de scooter, de meiden slaagden niet in de opdracht.                                                                                  |
| Auto op caravan                | Jongens | Tot slot zou er een auto met een caravan langs komen rijden. Hier moest op het perfect getimede moment een andere auto naar beneden gedropt worden, zodat de caravan geplet zou worden. Ook nu slaagden de jongens hier feilloos in, terwijl de meiden wederom niet slaagden. |
| Uiteindelijke winnaar.         | Jongens | Eindstand: 3-0. Getrokken conclusie: als je wil stunten met auto's, moet je bij de jongens wezen. |

#### Gevaarlijk Feestje → Wensballon
| Gevaar                   | Notities |
| ------------------------ | --- |
| Wensballon in hooischuur | Om de potentiële gevaren van een wensballon in beeld te brengen, werd er een exemplaar aan een lijn en met behulp van een bladblazer in een kleine hooischuur gestuurd. Er ontstond een fikse brand die die de schuur in een mum van tijd volledig in vuur en vlam zette. De brandende hooischuur kon niet geblust worden en moest uitbranden. |

### Aflevering 3
Uitzenddatum: 28 januari 2017

#### Wat als je het toch doet? → Aansteker in magnetron
| Wat als...                   | Notities |
| ---------------------------- | --- |
| ...aanstekers te warm worden | In dit item werd gekeken wat er kon gebeuren als aanstekers te warm werden. Hiervoor werden er een heleboel aanstekers in de magnetron neergezet en de magnetron werd op vol vermogen ingeschakeld. Onmiddellijk vatten de aanstekers vlam en gaandeweg ontstond er een aanzienlijk vuur in het apparaat. |

#### Bommetje Thuis
In deze test werd gekeken wat de beste methode is om thuis een bommetje te maken.
| Methode                       | Notities |
| ----------------------------- | --- |
| Opblaaszwembad op trampoline. | Als eerste werd er een opblaaszwembad op een trampoline geplaatst, waardoor de testteamleden er zonder pijn in konden springen. |
| Vrije Val                     | Vervolgens was het de bedoeling om Gianni met de in een eerdere test vervaardigde vrije val in een zwembad te laten vallen. Toen dit apparaat echter werd uitgeprobeerd bij een pop die tot zijn gewicht was verzwaard, bleek dat het helemaal niet werkte met zo veel gewicht. De test werd afgebroken om ongelukken te voorkomen. |
| Tuinhuisje.                   | Als laatste werd er in een houten tuinhuis een zwembad gemaakt om bommetjes in te maken. Hiervoor werd het dak verwijderd en werd het huis van binnen voorzien van zeil. Het werkte goed. Wel werd opgemerkt dat het niet voor lang zou zijn, omdat het tuinhuis zou kunnen bezwijken door het water.                               |

#### Jongens vs Meiden → Rust bewaren
Bij deze editie van Jongens vs Meiden werd uitgezocht wie er het beste de rust konden bewaren, de jongens of de meiden.
| Uitdaging               | Winnaar | Notities |
| ----------------------- | ------- | --- |
| Onder water zijn.       | Jongens | Als eerste moesten de jongens en de meiden onder water. Ze hadden één zuurstoffles die ze samen moesten delen en degene die als eerste boven zou komen, had verloren. Wat ze niet wisten, was dat presentatrice Rachel zou trachten de testteamleden op allerlei manieren af te leiden om ze wellicht uit hun rust te breken. Uiteindelijk kwamen de meiden als eerste naar boven. |
| Niet krabben voor jeuk. | Meiden  | Bij de tweede opdracht moesten de testteamleden op een massagetafel plaatsnemen. Een van de tegenstanders gebruikten irriterende producten als jeukpoeder, water en stro gebruiken om te trachten de testteamleden hun rust te verstoren. Uiteindelijk ging het bij de jongens als eerste mis.                                                                                     |
| Bukken voor een brug.   | Jongens | Tot slot moesten de testteamleden bukken voor een aankomende brug. Ze stonden vastgezet boven op een vrachtwagen en de bedoeling was om zo kort mogelijk voor de brug te bukken. De meiden bukten op een afstand van 3 meter voor de brug, de jongens op 1 meter. |
| Uiteindelijke winnaar.  | Jongens | Eindstand: 2-1. Getrokken conclusie: de jongens zijn beter in de rust bewaren. |

#### Wanneer waait een auto weg?
| Object | Windsnelheid | Notities |
| ------ | ------------ | --- |
| Auto   | 135 km/h     | Om na te gaan wanneer een auto weg zou waaien, werd er met twee straalmotoren op deze auto geblazen. Pas bij een windsnelheid van 135 km/h kwam de auto van zijn plaats. Op dat moment vatte het voertuig ook vlam door de hete gassen van de straalmotoren. |

### Aflevering 4
Uitzenddatum: 4 februari 2017

#### Kan het ook andersom → Buxus snoeien
| Activiteit    | Notities |
| ------------- | --- |
| Buxus snoeien | Daar waar er normaliter een elektrische heggenschaar bij een buxus wordt gebruikt om deze in een bepaalde vorm te snoeien, was het idee nu om de buxus bij de elektrische heggenschaar te houden om zo deze taak te doen. Het werkte wel, maar bleek geen aanrader. |

#### Selfie 2.0
In deze test werd gekeken wat de beste methode is om een selfie te maken.
| Methode           | Notities |
| ----------------- | --- |
| Bal en luchtkanon | Als eerste werd de telefoon waarmee de selfie gemaakt zou worden op een bal geplakt en deze werd boven een luchtkanon gehouden. Er kwamen inderdaad een aantal bruikbare foto's naar buiten rollen. |
| Schieten          | Daarna werd een poging gedaan om een spectaculaire selfie te maken door de telefoon met een luchtbuks de lucht in te schieten. Hiervoor stond het apparaat in de opnamemodus en zou er nadien een spectaculaire selfie gerealiseerd worden door een van de frames uit het zo opgenomen filmpje. De testteamleden kwamen echter niet in beeld. |
| Slingeren         | Tot slot werd een poging gedaan een spectaculaire selfie te krijgen door de telefoon rond te slingeren. Hiervoor werd hij aan een houten constructie gezet, waardoor hij voortdurend in de richting van de fotograaf zou kijken. Dit werkte goed.                                                                                             |

#### Jongens vs Meiden → Beschermen
Bij deze editie van Jongens vs Meiden werd uitgezocht wie er het beste konden beschermen, de jongens of de meiden.
| Uitdaging                                    | Winnaar | Notities |
| -------------------------------------------- | ------- | --- |
| Vuur beschermen tegen water                  | Jongens | Bij de eerste opdracht werd er een vuurkorf over een hindernisbaan getrokken. Langs dit parcours stonden drie obstakels opgesteld met water die het doel hadden het vuur te doven. De testteamleden hadden vier grote bladeren van een plant mee om het vuur van dit water te beschermen. De jongens hielden het vuur zo het hele parcours brandende, de meiden slaagden hier niet in. |
| Platen beschermen tegen ballen               | Meiden  | Als tweede kregen de testteamleden een scherm waarmee ze een serie platen moesten beschermen die assisterend testteamlid Gianni zou beschieten met een luchtbuks. De jongens hadden na afloop nog twee platen over, de meiden drie. |
| Omstanders beschermen tegen vuurwerkexplosie | Jongens | Rondom een groot stuk vuurwerk stonden een serie testpoppen als omstanders van een vuurwerkexplosie. De testteamleden kregen drie minuten de tijd om een constructie te maken die deze explosie moest absorberen. Bij de jongens lukte dit ook volledig, bij de meiden raakte er één pop beschadigd.                                                                                   |
| Uiteindelijke winnaar.                       | Jongens | Eindstand: 2-1. Getrokken conclusie: de jongens zijn beter in beschermen. |

#### Nuttig vuurwerk → Autoruit ijsvrij
| Onderwerp                  | Notities |
| -------------------------- | --- |
| Een autoruit ijsvrij maken | In het laatste item van deze aflevering stond het krabben van de ruit centraal. Er werden een aantal vuurpijlen aan de voorruit bevestigd in een poging deze ijsvrij te maken. Het hielp inderdaad. |

### Aflevering 5
Uitzenddatum: 11 februari 2017

#### Superzware caravan
| Activiteit                                               | Notities |
| -------------------------------------------------------- | --- |
| Rijden met een caravan waar het gewicht niet verdeeld is | Presentatrice Rachel en de testteamleden legden een aantal zware zandzakken achter in de caravan waardoor het zwaartepunt naar daar verplaatst werd. De caravan ging omhoog staan. Toen ermee gereden werd, bleek de caravan enorm instabiel te zijn geworden. |

#### Subtropisch zwembad thuis
In deze test werd gekeken hoe er thuis een subtropisch zwembad gerealiseerd kon worden.
| Onderwerp    | Notities |
| ------------ | --- |
| Golven maken | De testteamleden probeerden golven te maken met een zwemband en zelfs door een lat uit een deur te zagen. |
| Droogijs     | Bij de tweede deeltest werd er een poging gedaan om de gewenste golven te creëren met behulp van een droogijsbom. Deze werd met een baksteen verzwaard waardoor hij op de bodem bleef liggen wanneer hij in het water werd gegooid. Voor golven bleek het niet echt bruikbaar. Wel werd er uiteindelijk een blok droogijs in het zwembad gegooid, waardoor het water heftig ging borrelen en stomen als bubbelbad. |
| Stroming     | Tot slot werd een poging gedaan om een stroming in het zwembad te krijgen. Aanvankelijk werd er de eerder gezaagde lat uit de deur gebruikt om de stroming in het water te duwen. Dit werkte niet lang. Drie buitenboordmotoren bleken uiteindelijk de oplossing om een continuerende stroming te krijgen. |

#### Jongens vs Meiden → Zweefvliegen
Bij deze editie van Jongens vs Meiden werd uitgezocht wie er het beste konden zweefvliegen, de jongens of de meiden. De jongens werden in deze test vertegenwoordigd door Dave, de meiden door Dzifa.
| Uitdaging                  | Winnaar | Notities |
| -------------------------- | ------- | --- |
| Stuurparcours              | Jongens | Als eerste moesten de testteamleden een bocht maken en 360 graden draaien. Dave deed dit beter. |
| Loopings                   | Meiden  | Daarna moesten er twee loopings gemaakt worden. Dzifa kwam hier als winnaar naar boven. |
| Aerobaticsvlucht uithouden | Jongens | Bij de finale werden Dave en Dzifa meegenomen op een aerobaticsvlucht met het zweefvliegtuig. De bedoeling was om het zo lang mogelijk uit te houden. Ze haakten geen van beiden vroegtijdig af, maar toen bleek dat Dzifa moest overgeven en Dave zijn kotszakje nog leeg had, werden de jongens tot winnaar uitgeroepen. |
| Uiteindelijke winnaar.     | Jongens | Eindstand: 2-1. |

#### Gevaarlijk Feestje → Ballonnen
| Gevaar                  | Notities |
| ----------------------- | --- |
| Ballonnen met waterstof | Omdat de helium opraakt, werd er gekeken of waterstof een goed alternatief zou kunnen zijn om ballonnen mee te vullen zodat ze gaan zweven. Echter: zodra deze waterstofballonnen in aanraking kwamen met een brandende kaars op een taart, ontvlamden ze met een fikse vuurexplosie. |

### Aflevering 6
Uitzenddatum: 18 februari 2017

#### Wasmachine van het balkon → Hangglider
In dit item werd nagegaan of een wasmachine veilig van een balkon naar beneden gehaald kon worden door hem aan een hangglider te hangen.
| Hulpmiddel | Notities |
| ---------- | --- |
| Hangglider | Een wasmachine werd aan een hangglider gehangen en deze werd van het balkon losgelaten. De wasmachine leek even te gaan zweven, maar viel toch kapot op de grond. |

#### Kleding van het balkon
In deze test werd gekeken hoe kleding die van het balkon naar beneden vallen weer naar boven kunnen worden gehaald.
| Methode       | Notities |
| ------------- | --- |
| Vishengel     | Een vishengel werd gebruikt om te proberen de kleren weer naar boven te krijgen. Dit werkte.                                                                                             |
| Vliegenpapier | Ook met een stuk vliegenpapier, dat aan een touw naar beneden werd gelaten, kwamen de kleren omhoog.                                                                                     |
| Takken        | Met takken lukte het ook om een kledingstuk naar boven te krijgen, zij het dat dit aan de waslijn van de onderburen hing.                                                                |
| Stofzuiger    | De laatste poging was met een stofzuiger. Het apparaat werd aan het snoer naar beneden gelaten en via de zuigmond moesten er kledingstukken worden vastgegrepen. Ook deze methode lukte. |

#### Jongens vs Meiden → Heftruck
Bij deze editie van Jongens vs Meiden werd uitgezocht wie de beste heftruckchauffeurs waren, de jongens of de meiden.
| Uitdaging                                     | Winnaar   | Notities |
| --------------------------------------------- | --------- | --- |
| Blind rijden                                  | Jongens   | Als eerste moesten de testteamleden een parcours blind rijden alsof er een groot object op de vork stond. Ieder obstakel dat werd omgereden leverde strafpunten op. Verder stond er op het einde van het parcours een kast waar zo kort mogelijk voor gestopt moest worden. De jongens stopten de heftruck op een afstand van 10,5 centimeter voor de kast. De meiden hadden 4 centimeter speling. Echter hadden zij op het parcours nog 14 strafpunten opgelopen voor het omrijden van obstakels en daardoor verloren zij deze test met een eindscore van 18 centimeter. |
| Auto rollen                                   | Onbeslist | Daarna moest er een auto in een parkeervak gerold worden. De auto moest er met drie wielen in komen. Beide teams slaagden er niet in om de auto met drie wielen in het vak te rollen en voor deze test werden er daarom ook geen punten uitgedeeld. |
| Plank met spullen vervoeren op twee heftrucks | Jongens   | Bij de finale moesten de jongens en de meiden in twee heftrucks een enorme plank met voorwerpen over een parcours heen rijden naar de overkant. Ieder object dat zou vallen, zou een minuut straftijd opleveren. Uiteindelijk hadden de meiden één minuut straftijd, de jongens drie. Eindtijden waren: 17'39" minuten voor de meiden, 12'10" minuten voor de jongens. |
| Uiteindelijke winnaar.                        | Jongens   | Eindstand: 2-0. Getrokken conclusie: als jij een heftruckchauffeur nodig hebt, bel dan altijd een jongen. |

#### Wanneer waait een caravan weg?
| Object  | Windsnelheid | Notities |
| ------- | ------------ | --- |
| Caravan | 129 km/h     | Er stond een caravan opgesteld op een plateau en met twee straalmotoren werd getracht om deze eraf te blazen. Doel was om uit te zoeken hoe hard het moest waaien om een caravan te laten wegwaaien. Uiteindelijk vloog de caravan bij 129 km/h van het plateau en vatte op dat moment ook vlam door de hete uitlaatgassen van de beide straalmotoren. |

### Aflevering 7
Uitzenddatum: 25 februari 2017

#### Kan het ook andersom? → Darten
| Activiteit | Notities |
| ---------- | --- |
| Darten     | De drie dartpijlen, die normaal op één dartbord zouden worden gegooid, werden nu op een constructie tegen de muur gemonteerd. Tegen deze drie pijlen zou dus een dartbord gegooid worden. Het principe werkte, alleen gingen zowel pijlen als dartbord kapot door de harde impact van het bord. |

#### Spaarpot beveiligen
In dit item werden methoden getoond om een spaarvarken niet te laten stelen. Testteamlid Sem trad hier op als dief.
| Methode                | Notities |
| ---------------------- | --- |
| Vastlijmen en invetten | De spaarpot werd aan een tafel vastgeplakt en ingesmeerd met vet. Het idee was dat de pot zo niet meegenomen kan worden en dat er in het vet bovendien vingerafdrukken zouden achterblijven van een potentiële dief die het toch zou proberen. Sem kreeg de pot inderdaad niet mee.                                        |
| Hitte                  | Voor de tweede poging werd een strijkbout gebruikt. Deze werd ondersteboven in een tafelblad gemonteerd en ingeschakeld. Daar werd een metalen spaarvarken opgezet. Het bleek niet te werken, want Sem slaagde er toch in om de spaarpot mee te krijgen.                                                                   |
| Boobytraps             | Als laatste werd de kamer, waarin de spaarpot stond, volgezet met boobytraps die af zouden gaan als iemand binnen zou komen. Sem kreeg de spaarpot mee, maar werd vol getroffen door de boobytraps. Geconcludeerd werd dat deze methode zeer effectief was, aangezien men het, eens dit zou gebeuren, nooit meer zou doen. |

#### Jongens vs Meiden → Wildlife expert
Bij deze jongens/meidentest werd gekeken wie de betere wildlife-expert waren, de jongens of de meiden.
| Uitdaging              | Winnaar | Notities |
| ---------------------- | ------- | --- |
| Krokodil vangen        | Meiden  | Op een stuk water was een opblaaskrokodil gelegd. De bedoeling was om hier met een motorboot heen te varen en er in zo min mogelijk pogingen bovenop te springen, zodanig dat men ook zou blijven zitten. De meiden slaagden na twee pogingen, de jongens helemaal niet.                                               |
| Dieren verdoven        | Jongens | De testteamleden reden op quads door het bos. Ze moesten al rijdende een aantal 'wilde dieren' (knuffelbeesten met ballonnen) verdoven door met een pvc-buis pijltjes te schieten. Beiden slaagden ze hier één keer in, maar de jongens wonnen omdat ze een snellere tijd hadden. (4'37" minuten tegen 2'35" minuten). |
| Slangen voeren         | Meiden  | Bij de finale moesten de testteamleden drie slangen een rat voeren. Bij de jongens had een van de slangen zijn rat nog niet op toen de meiden gingen voeren. Daarom werd de tijd voor de overige twee slangen geteld. De meiden waren sneller (38 seconden tegen 47 seconden).                                         |
| Uiteindelijke winnaar. | Meiden  | Eindstand: 2-1. Getrokken conclusie: de meiden zijn de beste wildlife-experts. |

#### Nuttig vuurwerk → Wc ontstoppen
| Onderwerp     | Notities |
| ------------- | --- |
| Wc ontstoppen | In deze editie van Nuttig vuurwerk werd een poging gedaan om een verstopt toilet te ontstoppen. Met een vuurpijl lukte het niet. Een grotere bom had wel effect, maar daardoor raakte het toilet dermate beschadigd dat het niet de moeite bleek om het op een dergelijke manier te doen. |

### Aflevering 8
Uitzenddatum: 4 maart 2017

#### Wat als je het toch doet? → Burn out
| Wat als...               | Notities |
| ------------------------ | --- |
| ...je een burn-out doet? | Presentatrice Rachel deed een burn-out met een auto, net zo lang totdat de banden waren afgesleten en alleen de velg nog over was. Met een heleboel kabaal en veel rookontwikkeling ontstond er uiteindelijk een brand onder de auto. |

#### Scooter 2.0
In deze test werd gekeken wat er met een scooter gedaan kan worden.
| Methode                 | Notities |
| ----------------------- | --- |
| Draaimolen motoriseren  | Als eerste werd er een scooter gebruikt om een draaimolen te motoriseren. Hiervoor werd de scooter in liggende positie met zijn wielen op de rand van de draaimolen gezet. Er werd gas gegeven en de draaimolen ging heel hard draaien. Met spanbanden vastgezet kon een van de testteamleden er ook een ritje op maken. |
| Gemotoriseerde schommel | Als tweede werd de scooter gebruikt voor een gemotoriseerde versie van de schommel. De scooter werd met twee kabels opgehangen aan het plafond en door gas te geven kon deze schommel in beweging gezet worden. |
| Scooter en wagen        | Als laatste werd een scooter gebruikt als 'paard' voor een paard en wagen. |

#### Jongens vs Meiden → Winkelwagen besturen
Bij deze editie van Jongens vs Meiden werd uitgezocht wie er beter waren met winkelwagentjes, de jongens of de meiden.
| Uitdaging                      | Winnaar | Notities |
| ------------------------------ | ------- | --- |
| Boodschappen opvangen          | Meiden  | Als eerste moesten de jongens en de meiden met hun winkelwagens boodschappen opvangen die door een teamgenoot werden toegeworpen. De jongens vingen 5 van de 10 producten op, de meiden 7 van de 10. |
| Winkelwagen naar de auto duwen | Jongens | Bij de tweede opdracht moesten de testteamleden een winkelwagen vol boodschappen een schans op krijgen en de inhoud in de auto laden die boven stond. De meiden deden hier 2'54" minuten over, de jongens laadden de spullen in slechts 54 seconden in. |
| Winkelwagen terugbrengen       | Jongens | In het laatste onderdeel moest de wagen worden teruggebracht. Eén testteamlid zat in deze wagen en werd door een teamgenoot over een parcours geduwd. Degene die in de snelste tijd de munt uit het slot aan presentatrice Rachel kon overhandigen, won. De jongens waren sneller (49 seconden tegen 1'09" minuut) en sleepten daarmee tevens de totaalwinst in de wacht. |
| Uiteindelijke winnaar.         | Jongens | Eindstand: 2-1. Getrokken conclusie: de boodschappen kun je voortaan beter laten doen door een jongen. |

#### Gevaarlijk Feestje → Serpentine
| Gevaar              | Notities |
| ------------------- | --- |
| Serpentine bij vuur | Bij dit item werden de brandgevaren van serpentine in beeld gebracht. Een testpop werd ingespoten met een flinke hoeveelheid van deze slierten en hier werd vuur, zoals bij een kaars, bij gehouden. De slierten vatten vlam. |

### Aflevering 9
Uitzenddatum: 11 maart 2017

#### Wasmachine van het balkon → Parachute
In dit item werd geprobeerd om een wasmachine veilig van een balkon naar beneden te halen door er een parachute aan te hangen.
| Hulpmiddel | Notities |
| ---------- | --- |
| Parachute  | De wasmachine werd van het balkon afgeduwd met een parachute. Het apparaat werd hij met een auto vooruit getrokken in de hoop dat dit valscherm uit zou klappen. Tevergeefs; de wasmachine viel kapot op de grond. |

#### Bal in het water
In dit item wordt uitgetest wat de beste manier is om een bal uit de sloot te halen.
| Methode                              | Notities |
| ------------------------------------ | --- |
| Over het water kruipen met jerrycans | Als eerste werd Dave volgeplakt met een grote hoeveelheid jerrycans. Hiermee zou Dave trachten om over het water richting de bal te kruipen. Het bleek geen goede methode. |
| Natrium                              | Voor de tweede poging werd natrium gebruikt. Er werden hoeveelheden van dit alkalimetaal in het water gegooid, die daardoor zouden exploderen. Dankzij de golven zou de bal dan aan de kant moeten komen. Uiteindelijk lukte dit ook. |
| Waterraket met net                   | De bal lag weer in het water en er werd nog één poging gedaan met behulp van een waterraket. Hier werd een schepnet op gezet die, wanneer de raket richting bal werd geschoten, de bal zou opscheppen. Vervolgens kon het geheel dan met een vishengel naar de kant worden gehaald. Schietend werkte deze methode niet, maar toen er de hengel met fles gewoon werd uitgegooid, kon de bal zeer eenvoudig binnengehaald worden. |

#### Jongens vs Meiden → Mobiele telefoons
Bij deze jongens/meidentest werd gekeken wie er beter waren met een smartphone, de jongens of de meiden.
| Uitdaging              | Winnaar    | Notities |
| ---------------------- | ---------- | --- |
| Selfies maken          | Gelijkspel | De testteamleden kregen de opdracht om zo veel mogelijk selfies te maken. Rondom hen heen bewoog er van alles en de bedoeling was om met een van deze voorwerpen op de achtergrond langs bewegend een scherpe selfie te nemen. Beiden slaagden hier vijf keer in. |
| Telefoonrace           | Meiden     | Voor de tweede deeltest mochten de testteamleden naar eigen inzicht tandenborstelkopjes onder hun smartphones plakken. Vervolgens werd er een race gehouden met deze smartphones. De testteamleden moesten hun smartphone bellen waardoor deze ging trillen en dankzij de tandenborstelkopjes langzaam van een schansje af naar beneden zou gaan. De smartphone van de meiden was als eerste beneden.               |
| Beeldgesprek           | Jongens    | Bij de finale van deze jongens/meidentest moest één testteamlid de tegenpartij beschieten met een paintbalgeweer. Dit testteamleid had echter een geblindeerde helm op waarin een smartphone zat waarop de teamgenoot via een beeldgesprek instructies kon geven. Op die manier slaagden de jongens erin de meiden meerdere keren te raken, totdat ze uiteindelijk opgaven. De meiden scoorden geen enkele treffer. |
| Uiteindelijke winnaar. | Gelijkspel | Eindstand: 2-2. Getrokken conclusie: de jongens en de meiden zijn even goed op hun mobiele telefoon |

#### Nuttig vuurwerk → Dakgoot schoonmaken
| Onderwerp           | Notities |
| ------------------- | --- |
| Dakgoot schoonmaken | Er werd een vuurpijl door de lengte van een dakgoot heen geschoten om te trachten deze snel schoon te maken. Dit werkte niet. Ook een duizendklapper leverde niet het gewenste resultaat op. |

### Aflevering 10
Uitzenddatum: 18 maart 2017

#### Wat als je het toch doet? → Caravan meerijden
| Wat als...                         | Notities |
| ---------------------------------- | --- |
| ...je in een rijdende caravan zit? | Presentatrice Rachel en de testteamleden namen plaats in een caravan die over een parcours heen werd gereden. Alle voorwerpen vielen uit de kasten bovenop de testteamleden. Ten slotte werd er nog getest wat er kon gebeuren als de caravan werd geramd. Er werden twee testpoppen in de caravan gelegd waarna er een auto tegenaan werd gereden. De poppen liepen zware schade op. |

#### Altijd winnen
In dit item werd getest hoe spellen gewonnen konden worden. Testteamleden Shaniqua en Julia traden hier op als tegenstanders voor Stefan en Gianni.
| Spel          | Notities |
| ------------- | --- |
| Sjoelen       | Als eerste werd het sjoelen onder de loep genomen. In de sjoelstenen van de tegenstanders werden magneetjes aangebracht. Verder werden er ook magneetjes onder het speelbord aangebracht die deze gemanipuleerde sjoelstenen moesten afstoten waardoor ze niet in de poortjes zouden belanden. Ze slaagden er inderdaad niet in om te winnen. |
| Basketbal     | Daarna maakte het testteam de basket bij basketbal van boven dicht met visdraad. Hierdoor kregen de tegenstanders er geen bal in en won het testteam met groot gemak. Wel merkten de tegenstanders dat er draad was gespannen. |
| Verstoppertje | De laatste poging was met verstoppertje. Onder de schoenen van de tegenstanders werden schuurlagen van schuursponsen geplakt en ingesmeerd met fluorescerende verf. Toen ze zich gingen verstoppen, lieten ze een spoor achter die het testteam met behulp van een blacklight kon oplichten. Ze waren al snel gevonden.                       |

#### Jongens vs Meiden → Voorzichtig
Bij deze editie van Jongens vs Meiden werd uitgezocht wie er het meest voorzichtig waren, de jongens of de meiden.
| Uitdaging                                                     | Winnaar | Notities |
| ------------------------------------------------------------- | ------- | --- |
| Lopen op eieren                                               | Jongens | Bij de eerste opdracht moesten de testteamleden lopen op een aantal speciale schoenen waar eieren in zaten. Ze legden een parcours af en de bedoeling was om onderweg zo min mogelijk eieren te breken, op straffe van 5 extra seconden per verloren ei. De jongens hadden, inclusief bijgetelde strafseconden, een tijd van 1'35" minuut tegen 1'45" minuut voor de meiden.                                          |
| Voorwerpen stukslaan zonder een onderliggend voorwerp daarbij | Meiden  | Als tweede moesten de testteamleden een drietal voorwerpen stukslaan. Hier lag echter nog een tweede voorwerp onder of achter dat heel moest blijven (op straffe van 15 strafseconden per misser). Het ging bij beide testteamleden bij alle drie de voorwerpen mis. Met in totaal 45 strafseconden erbij voor beiden hadden de meiden echter een eindtijd van 1'12" minuut tegen 1'14" minuut voor de jongens.       |
| Met een brandende fakkel tussen lonten door kruipen           | Jongens | In de finale moesten de testteamleden in estafettevorm met een brandende fakkel tussen lonten door kruipen zonder deze lonten aan te steken. Dit op straffe van 15 strafseconden per keer dat er toch een lont ontstoken zou worden. De jongens deden 35 seconden over het parcours, tegen 30 seconden voor de meiden. Echter staken de meiden één lont aan, waardoor de jongens alsnog de overwinning binnenhaalden. |
| Uiteindelijke winnaar.                                        | Jongens | Eindstand: 2-1. Getrokken conclusie: heb je iemand nodig om iets te doen waar je voorzichtig bij moet zijn, kan je beter bij de jongens zijn. |

#### Wanneer waait een kinderwagen weg?
| Object      | Windsnelheid | Notities |
| ----------- | ------------ | --- |
| Kinderwagen | 66 km/h      | Een kinderwagen werd op een plateau voor twee straaljagermotoren geplaatst. Gekeken werd hoeveel wind er nodig was om deze te laten wegwaaien. Tot teleurstelling van ieder bleek er niet meer dan 66 km/h nodig te zijn om de kinderwagen van zijn plaats te laten waaien. |

### Aflevering 11
Uitzenddatum: 25 maart 2017

#### Jongens vs Meiden → Arrestatieteam
In deze grote jongens/meidentest was de hond van presentatrice Rachel meegenomen met een aantal geheime documenten. De testteamleden moesten als arrestatieteam het boevenpand binnenbreken om de criminelen te overmeesteren en de hond met documenten terug te halen.
| Uitdaging              | Winnaar | Notities |
| ---------------------- | ------- | --- |
| Teamgenoot bevrijden   | Jongens | Bij de eerste opdracht zat er één testteamlid vastgeketend en de bedoeling was dat twee anderen deze zouden bevrijden. Vervolgens was het de bedoeling om zo snel mogelijk met drie personen uit het pand weg te komen. De jongens waren hier sneller (6'05" minuten tegen 6'35" minuten). |
| Bewaker overmeesteren  | Meiden  | De testteamleden moesten door het boevenpand navigeren met een camerarobot op zoek naar een bewaker om deze te overmeesteren. De tijd zou stoppen op het moment dat de testteamleden na het overmeesteren een blik zouden werpen op de monitoren om te zien waar de hond van Rachel zat opgesloten. De meiden waren sneller (4'33" minuten tegen 4'47" minuten).                                           |
| Boobytraps ontwijken   | Jongens | Vervolgens moesten de testteamleden door een hal heen waar boobytraps waren opgesteld. De meiden waren met 1'33" minuut tegen 5'13" minuten veel sneller dan de jongens. Echter: omdat de meiden maar liefst zes boobytraps hadden geraakt tegen twee voor de jongens, kregen zij zo veel extra straftijd dat de jongens met 7'13" minuten tegen 7'33" minuten alsnog wonnen.                              |
| Deur openbreken        | Jongens | Om bij de hond van Rachel te komen, moesten de testteamleden binnen vijf minuten een afgesloten deur openbreken. Dit moesten ze echter zo stil mogelijk doen. De meiden gingen als eerste en produceerden 63 dB aan geluid, maar zij slaagden er niet in om de deur binnen de gestelde tijdslimiet open te krijgen. De jongens slaagden al na 1'17" minuut en produceerden niet meer dan 58 dB aan geluid. |
| Hond bevrijden         | Jongens | Bij de finale was het de bedoeling om de kamer te vinden waar de hond van Rachel was opgesloten met de documenten. Onderweg moesten er een aantal criminelen uitgeschakeld worden. De jongens hadden de hond bevrijd na 2'32" minuten tegen 2'47" minuten voor de emeiden. |
| Uiteindelijke winnaar. | Jongens | Eindstand: 4-1. Getrokken conclusie: de jongens zijn de beste AT'ers. |

### Aflevering 12
Uitzenddatum: 1 april 2017

#### Uit het water duiken
| Activiteit           | Notities |
| -------------------- | --- |
| Uit het water duiken | In deze editie van Kan het ook andersom? werd het gekeken of het mogelijk is om uit het water te duiken in plaats van erin. Hiervoor werd testteamlid Remy op een plaat gezet waar slangen van allemaal brandblussers doorheen gehaald werden. Door de brandblussers allemaal op precies hetzelfde moment in te drukken zou er genoeg stuwkracht gerealiseerd moeten worden om hem in de lucht te krijgen. Het lukte. |

#### Gebruik die grasmaaier
In dit item werd gekeken waar een grasmaaier nog meer voor gebruikt kon worden dan alleen grasmaaien.
| Toepassing            | Notities |
| --------------------- | --- |
| Abstracte kunst maken | Als eerste werden er verschillende spuitbussen in de draaiende messen van een grasmaaier gegooid om deze te laten exploderen. Naast de grasmaaier stond een schildersezel met doek waar de rondstuivende verf op terechtkwam. Het resulteerde in een abstract schilderij dat als prijs werd weggegeven in een prijsvraag. |
| Varen                 | Voor deze deeltest werd een zitmaaier gebruikt. Deze werd omgebouwd tot een boot. Dit werd gedaan door aan de wielen speciale raderen te zetten, gemaakt van olietonnen met latjes. Deze geïmproviseerde boot kwam daadwerkelijk vooruit op het water, maar stuurde moeilijk.                                             |
| Glijden over een zeil | Tot slot werd de zitmaaier gebruikt om testteamlid Remy rondjes mee te slepen over een ingezeept zeil. |

#### Jongens vs Meiden → Duwen en trekken
Bij deze jongens/meidentest werd gekeken wie beter waren in duwen en trekken waren, de jongens of de meiden.
| Uitdaging                                                                       | Winnaar | Notities |
| ------------------------------------------------------------------------------- | ------- | --- |
| Touwtrekken met de oren                                                         | Jongens | Bij de eerste deeltest stond er een wit touwtje centraal dat met elastiekjes aan de oren van twee concurrerende testteamleden werd gehangen. De bedoeling was om het witte touwtje over de lijn te trekken. Er werden twee rondes gedaan die beiden werden gewonnen door de jongens.                           |
| Een bus vooruit duwen door met de inzittenden tegen de binnenwand aan te beuken | Meiden  | De meiden werkten goed samen en hadden de bus met 39 seconden reeds over de finish. Bij de jongens duurde het 1'12” minuut. |
| Een caravan duwen en trekken                                                    | Jongens | Bij de finale was er zowel aan de voor- als de achterkant van een auto een caravan gemonteerd. De bedoeling was om deze over een parcours heen te rijden om ze in te parkeren. De jongens deden hier ongeveer 9½ minuut over, de meiden slaagden niet. Hiermee haalden de jongens de totaaloverwinning binnen. |
| Uiteindelijke winnaar.                                                          | Jongens | Eindstand: 2-1. Getrokken conclusie: de jongens zijn beter in duwen en trekken. |

#### Nuttig vuurwerk → Skateboard
| Onderwerp  | Notities |
| ---------- | --- |
| Skateboard | Bij deze editie van Nuttig vuurwerk werd er een paspop op een skateboard gezet. Dit skateboard was voorzien van vuurpijlen om deze voort te stuwen op een vlakke weg. Deze leverden echter niet genoeg stuwkracht om de relatief zware testpop op zijn skateboard voort te bewegen. |

### Aflevering 13
Uitzenddatum: 8 april 2017

#### Sneller barbecueën
In dit item wordt uitgetest wat de beste manier is om een barbecue sneller op te warmen.
| Methode                       | Notities |
| ----------------------------- | --- |
| Olie en benzine               | Als eerste werd geprobeerd om een ballon met olie en daarna een fles benzine over de gloeiende kolen heen te gooien. De barbecue was direct op temperatuur, maar de steekvlam veroorzaakt door de benzine was groot. |
| Aanwakkeren met rijwind       | Vervolgens werd de barbecue voor op een auto gehangen. Door de rijwind had het vuur aangewakkerd moeten worden waardoor de barbecue sneller op temperatuur zou zijn. Het werkte echter niet.                         |
| Kortsluiting door lasapparaat | Als laatste werd er een lasapparaat gebruikt om kortsluiting te krijgen in het rooster. Het rooster werd zo heet dat er direct vlees op gebraden kon worden.                                                         |

#### Kan het ook andersom? → ...vissen boven water
| Activiteit         | Notities |
| ------------------ | --- |
| Vissen boven water | Bij deze editie van Kan het ook andersom? werd gekeken of vissen ook boven water kunnen zwemmen. Een grote vaas werd met water gevuld en met de opening naar beneden in een visvijver gehangen waardoor er een vacuüm ontstond. Er werd voer in de vazen gedaan en na een tijdje wachten zwommen de vissen daadwerkelijk door de vazen heen omhoog boven het wateroppervlak uit. |

#### Jongens vs Meiden → Alles met links
Bij deze jongens/meidentest werd gekeken wie beter waren in alles met de verkeerde hand doen, de jongens of de meiden. Voor deze test waren twee jongens en twee meiden geselecteerd die rechtshandig waren en onderstaande deeltests deden ze allemaal met hun linkerhand.
| Uitdaging                 | Winnaar | Notities |
| ------------------------- | ------- | --- |
| Messteken                 | Jongens | Bij de eerste deeltest was het de bedoeling om binnen een minuut zo vaak mogelijk tussen de vingers van de teamgenoot te steken met een mes. Voor iedere keer dat het mes de vingers zou raken, zou er een strafpunt worden geteld. De jongens hadden 17 strafpunten, de meiden 58. De netto eindscores waren 162 punten voor de jongens, 94 punten voor de meiden. |
| Zagen                     | Meiden  | Bij de tweede opdracht zat er voor beide partijen een testteamlid op het uiteinde van een uitstekende plank. De bedoeling was dat iemand van de tegenpartij de plank zo snel mogelijk zou doorzagen. De meiden hadden de plank als eerste door. |
| Jenga met brandende toren | Jongens | Bij de finale werd er Jenga gespeeld, waarbij de toren in brand werd gestoken. De meiden lieten de toren instorten en de jongens wonnen daarmee de finaletest. |
| Uiteindelijke winnaar.    | Jongens | Eindstand: 2-1. Getrokken conclusie: de jongens zijn beter in dingen doen met hun linkerhand. |

#### Wasmachine van het balkon → Trampoline
Bij het laatste item van deze aflevering werd geprobeerd om een wasmachine van het balkon onbeschadigd naar beneden te gooien via een trampoline.
| Hulpmiddel | Notities |
| ---------- | --- |
| Trampoline | Een wasmachine werd naar beneden gegooid en de bedoeling was dat hij via een stuiter op een trampoline in de aanhanger belandde. Hij stuiterde echter de verkeerde kant op en viel naast de trampoline kapot. |

### Aflevering 14
Uitzenddatum: 28 januari 2017

#### Wat als je het toch doet? → Spuitbussen doorboren
| Wat als...                   | Notities |
| ---------------------------- | --- |
| ...je spuitbussen doorboort? | In dit item werden de gevaren van het doorboren van spuitbussen gedemonstreerd. Drie spuitbussen werden doorboord door er een spijker in te hameren. De inhoud spoot eruit en met name de laatste spuitbus met purschuim bleek daarin een heftige te zijn. |

#### Telefoon beschermen
In deze test werd gekeken wat de beste methode is om een smartphone te beschermen tegen stukvallen.
| Methode            | Notities |
| ------------------ | --- |
| Heliumballonnen    | Eerst werd er een grote tros heliumballonnen aan de telefoon gehangen waardoor de telefoon langzamer zou vallen. Het werkte inderdaad. |
| Stuiterbal         | Als tweede werd de telefoon in een uitvergrote stuiterbal ingepakt. Het idee was dat deze bal met telefoon zou opstuiteren zodat hij weer opgevangen kon worden. Gedropt vanaf een hoogwerker viel de bal echter kapot op de vloer en ook de telefoon raakte beschadigd. |
| Beton of purschuim | Als laatste werden er hoezen gefabriceerd van beton en purschuim. Het purschuim bleek voldoende te zijn om een val van een hoogwerker te dempen. De telefoon bleef heel. Het beton viel kapot en kon niet voorkomen dat de telefoon enige schade opliep.                 |

#### Jongens vs Meiden → Voetjes van de vloer
Bij deze editie van Jongens vs Meiden werd uitgezocht wie er beter waren met de voeten van de vloer, de jongens of de meiden.
| Uitdaging                | Winnaar | Notities |
| ------------------------ | ------- | --- |
| Tussen twee muren hangen | Jongens | Als eerste moesten de jongens en de meiden tussen twee muren hangen. Het was een harde strijd, maar uiteindelijk trokken de jongens aan het langste eind. |
| Op een bal balanceren    | Jongens | Bij de tweede deeltest was het de bedoeling om op een bal balancerend naar de overkant van een parcours te komen. De meiden gingen lang aan kop, maar nadat ze van de bal af vielen, konden de jongens bijkomen en passeerden zij als eerste de eindstreep. |
| Paintballen              | Jongens | In de finale hingen de jongens en de meiden bovenaan een container en moesten ze de tegenpartij binnen vijf minuten zo veel mogelijk raken met een paintbalgeweer. De meiden raakten de jongens drie keer, andersom was dat veel vaker, zelfs zo vaak dat presentatrice Rachel na verloop van tijd stopte met tellen. De jongens haalden een 3-0 totaalwinst binnen. |
| Uiteindelijke winnaar.   | Jongens | Eindstand: 3-0. Getrokken conclusie: de jongens zijn beter met de voetjes van de vloer. |

#### Nuttig vuurwerk → Woonkamer verwarmen
| Onderwerp               | Notities |
| ----------------------- | --- |
| Een woonkamer verwarmen | Bij het laatste onderdeel werd getracht om met stukken fonteinvuurwerk een woonkamer te verwarmen. De temperatuur steeg van 6 naar 15 graden, maar in het midden werd gelaten of het wel veilig was. |

### Aflevering 15
Uitzenddatum: 22 april 2017

#### Wat als je het toch doet? → Pan op het vuur laten staan
| Wat als...                          | Notities |
| ----------------------------------- | --- |
| ...je de pan op het vuur laat staan | In dit item werd gekeken wat er kon gebeuren als men de pan op het vuur zou laten staan en weg zou gaan. Presentatrice Rachel en het testteam deden een aantal gehaktballen in een braadpan en gingen voetballen terwijl deze op het vuur stond. Na drieënhalf uur bleek er vlam in de pan te zijn ontstaan en waren de gehaktballen verworden tot een stinkende zwarte drab. |

#### Kunnen we een harnas nu nog gebruiken?
In deze test werd gekeken of een harnas vandaag de dag nog handig was.
| Gevaar            | Notities |
| ----------------- | --- |
| Val over de grond | Bij de eerste deeltest werd er een harnas gebruikt als alternatief motorpak. Testteamlid Remy trok het aan en liet zich achter een auto aan slepen. Hij kon het hele parcours vasthouden.                                                                  |
| Aanrijding        | Als tweede werd er een testpop aangereden met een auto. Bij een controletest zonder harnas kwam de pop er niet best vanaf. Met het harnas aan ging de pop doormidden, maar het bovenlichaam bleek totaal ongehavend te zijn.                               |
| Val van balkon.   | Als laatste werd gekeken of een harnas kon beschermen tegen een onfortuinlijke val van het balkon. Hiervoor werden er watermeloenen gebruikt om een beeld te krijgen van het letsel. Een harnas bleek niet beschermend te werken tegen een dergelijke val. |

#### Wanneer waait een fiets weg?
| Object | Windsnelheid | Notities |
| ------ | ------------ | --- |
| Fiets  | 80 km/h      | Gekeken werd bij hoeveel wind er geen kranten meer bezorgd zouden kunnen worden. Er werd een met kranten volgeladen fiets voor twee straaljagermotoren gezet en de wind werd opgevoerd. Bij een stormwind waaide de fiets weg. |

#### Jongens vs Meiden → Waterpistolen
Bij deze jongens/meidentest werd uitgezocht wie er beter waren met waterpistolen, de jongens of de meiden.
| Uitdaging                        | Winnaar | Notities |
| -------------------------------- | ------- | --- |
| Torens met natrium omver spuiten | Jongens | Bij de eerste deeltest stonden drie torens centraal waar een hoeveelheid natrium in zat. Door deze torens omver te spuiten, zou het natrium in een bakje water vallen en een ontploffing veroorzaken. Het ging erom zo snel mogelijk drie ontploffingen te hebben. Aanvankelijk leken de meiden sneller te zijn, maar ze hadden heel veel tijd nodig met het omver spuiten van de derde toren. De jongens hadden dit al na 44 seconden voor elkaar terwijl de meiden wel 3'04" minuten op de klok hadden staan.                   |
| Kleuren van woorden spuiten      | Meiden  | De tweede deeltest was gebaseerd op de bekende oefening waarbij woorden als geel, groen en blauw genegeerd moesten worden en alleen gelet moest worden op de kleuren waarin deze gedrukt waren. Als het woord geel bijvoorbeeld in groen gedrukt zou staan, moesten de testteamleden groen spuiten. Voor het spuiten van de kleuren gebruikten de testteamleden een serie hendels die verbonden waren met een waterpistool dat met deze kleur water gevuld was. De meiden hadden vier van de vijf opgaven juist, de jongens drie. |
| Brand blussen.                   | Jongens | In de finale werden de waterpistolen vervangen door een tankautospuit van de brandweer. Hiermee moesten de testteamleden een vuur doven dat boven op een rijdende auto woedde. De jongens hadden hier 1 minuut voor nodig, de meiden 3'21" minuten. |
| Uiteindelijke winnaar.           | Jongens | Eindstand: 2-1. Getrokken conclusie: mocht er ooit in jouw buurt een waterpistolenoorlog uitbreken, kan je je beter aansluiten in het leger met de meeste jongens. Zij zijn het best in waterpistolen. |

### Aflevering 16
Uitzenddatum: 29 april 2017

#### Nuttig vuurwerk → Kast zwart maken
| Onderwerp              | Notities |
| ---------------------- | --- |
| Witte kast zwart maken | In deze laatste editie van Nuttig vuurwerk werden er een aantal vuurwerkfonteinen in een witte kast gericht. Door de roetvorming in de fonteinen zou de kast zwart worden. In de praktijk werd de kast echter niet egaal zwart, maar ontstonden er wel fraaie zwarte accenten. |

#### Gespierd zonder te trainen
In dit item werd gepoogd om een sixpack te krijgen zonder daarvoor veel in de sportschool te moeten trainen.
| Methode     | Notities |
| ----------- | --- |
| Betongaas   | Als eerste werd er met behulp van spanbanden een op maat geknipt stuk betongaas rondom de buik van testteamlid Stefan gezet. Dit liet een afdruk achter die toch wel enigszins deed lijken aan een sixpack.                           |
| Stofzuigers | Daarna werd een poging gedaan met zes stofzuigers. Hier werden vierkante opzetstukken op gezet die door de zuigkracht van de stofzuigers samen de vorm van een sixpack hadden moeten achterlaten. De huid kleurde echter vooral rood. |
| Make-up     | Uiteindelijk werd de oplossing gevonden in het aanbrengen van make-up op de buik. Met het aanbrengen van tinten om diepte te accentueren, kon een zeer realistische illusie van een sixpack gerealiseerd worden.                      |

#### Jongens vs Meiden → Richtingsgevoel
Bij deze editie van Jongens vs Meiden werd uitgezocht wie er een beter richtingsgevoel hadden, de jongens of de meiden.
| Uitdaging                          | Winnaar | Notities |
| ---------------------------------- | ------- | --- |
| Geblinddoekt een rotonde af rijden | Jongens | In de eerste opdracht werden de testteamleden gebinddoekt en reed presentatrice Rachel ze over een rotonde, die voor deze test was opgebouwd. De bedoeling was om op gevoel de rotonde af te rijden via de weg waar ze er ook waren ingekomen. De jongens reden eraf op 2m80 afstand vanaf de juiste plek. De meiden stonden er recht voor, maar reden weer door, waardoor ze eindigden op 9m60 afstand. |
| Met een robot door een doolhof     | Meiden  | Als tweede moesten de jongens en de meiden een robot door een doolhof sturen. Deze moest van de ingang aan de noordkant naar de uitgang aan de zuidkant. De meiden stuurden hem in een keer uit de labyrint, de jongens liepen één keer verkeerd en verloren deze test met 4 seconden verschil in hun nadeel (6'09" minuten tegen 6'05" minuten).                                                        |
| Bowling met een afwijking.         | Jongens | De finale was gebaseerd op bowling. Er stonden een serie paspoppen opgesteld en de bedoeling was om er zo veel mogelijk van om te kegelen met een grasmaaier. Deze grasmaaier had echter een afwijking naar rechts. Na twee pogingen hadden de jongens drie poppen omver, de meiden scoorden niet. |
| Uiteindelijke winnaar.             | Jongens | Eindstand: 2-1. Getrokken conclusie: de jongens hebben het beste richtingsgevoel. |

#### Wasmachine → Airbag
In dit item werd geprobeerd om een wasmachine veilig van een balkon naar beneden te krijgen door hem naar beneden te gooien met airbags.
| Hulpmiddel | Notities |
| ---------- | --- |
| Airbags    | Een wasmachine werd voorzien van een serie airbags die vanaf een afstandje opgeblazen konden worden. Door dit goed te timen, zou de wasmachine in de aanhanger landen zonder schade. De praktijk was echter teleurstellend; de aanhanger werd gemist, maar het belangrijkste was dat de airbags niet konden voorkomen dat de wasmachine stukviel. |

### Aflevering 17
Uitzenddatum: 6 mei 2017
In laatste aflevering van dit seizoen werd een compilatie vertoond van de beste fragmenten. Net als het voorgaande seizoen werden de hoogtepunten als een top 10 gepresenteerd.
| #  | Moment                                       | Item                                               |
| -- | -------------------------------------------- | -------------------------------------------------- |
| 1  | Rubriek: Wanneer waait het weg?              | Caravan, Auto                                      |
| 2  | Omstanders beschermen tegen vuurwerkexplosie | Jongens vs Meiden → Beschermen                     |
| 3  | Springschans bouwen                          | Jongens vs Meiden → Autostunts                     |
| 4  | Rubriek: Nuttig vuurwerk                     | Losse tand, Wc ontstoppen                          |
| 5  | Auto rollen                                  | Jongens vs Meiden → Heftruck                       |
| 6  | Abstracte kunst maken                        | Gebruik die grasmaaier                             |
| 7  | Rubriek: Kan het ook andersom                | Champagne dopen met een boot, Uit het water duiken |
| 8  | Hole in the wall                             | Jongens vs Meiden → Scooterrijden                  |
| 9  | Surfen op een roltrap                        | Surfen zonder golven                               |
| 10 | Bukken voor een brug                         | Jongens vs Meiden → Rust bewaren                   |

Tevens werd de seizoensuitslag van de jongens/meidentests bekendgemaakt. Het bleek dat de jongens het afgelopen seizoen 14 van de 16 keer hadden gewonnen. Daarentegen wonnen de meiden slechts één keer en werd er één keer gelijkgespeeld.

## Kijkcijfers zaterdagafleveringen
| Datum            | Aantal kijkers | Marktaandeel |
| ---------------- | -------------- | ------------ |
| 15 januari 2017  | 150.000        | 15,3%        |
| 22 januari 2017  | 126.000        | 12,4%        |
| 29 januari 2017  | 130.000        | 13,6%        |
| 4 februari 2017  | 135.000        | 15,7%        |
| 11 februari 2017 | 114.000        | 8,3%         |
| 18 februari 2017 | 114.000        | 14,8%        |
| 25 februari 2017 | 133.000        | 15,9%        |
| 4 maart 2017     | 79.000         | 8,9%         |
| 11 maart 2017    | 107.000        | 13,2%        |
| 18 maart 2017    | 140.000        | 13,7%        |
| 25 maart 2017    | 125.000        | 15,6%        |
| 1 april 2017     | 136.000        | 17,2%        |
| 8 april 2017     | 101.000        | 10,1%        |
| 15 april 2017    | 138.000        | 14,8%        |
| 22 april 2017    | 182.000        | 21,0%        |
| 29 april 2017    | 84.000         | 12,3%        |
| 6 mei 2017       | 92.000         | 12,1%        |

## Trivia
- Na uitzending van de test Koude tenen kreeg het programma kritiek over zich heen van de Nederlandse Brandwonden Stichting. Het ging om de gevaren van ernstige verbranding door het nadoen van de scène waarin de testteamleden hun voeten verwarmden door deze in een opwarmende frituurpan te houden.[1]